# 크리스티나 페르난데스 암살 미수 사건

크리스티나 페르난데스 암살 미수 사건에 관한 문서이다.
2022년 9월 1일, 한 남자가 아르헨티나 부통령이자 전 대통령인 크리스티나 페르난데스 데 키르히네르를 암살하려 했다. 가해자는 부에노스아이레스 레콜레타 (부에노스아이레스)에 있는 자신의 관저 밖에서 지지자들과 만나는 페르난데스 데 키르히네르에게 접근해 반자동 권총으로 그녀의 머리를 쏘려고 했다. 총은 발사되지 않았고 용의자는 현장에서 즉시 체포됐다.
경찰은 브라질에서 태어나 1993년부터 아르헨티나에 살고 있는 35세 남성 페르난도 안드레 사바그 몬티엘(Fernando André Sabag Montiel)을 체포했다. 그는 살인 미수 혐의로 구금되어 재판을 기다리고 있다.

## 같이 보기
- 암살 미수 생존자 목록